# Liste der Biografien/Fia
Liste der Biografien |
Portal Biografien |
Personensuche
# |
A |
B |
C |
D |
E |
F |
G |
H |
I |
J |
K |
L |
M |
N |
O |
P |
Q |
R |
S |
T |
U |
V |
W |
X |
Y |
Z |
?
 
Fa |
Fe |
Ff |
Fh |
Fi |
Fj |
Fk |
Fl |
Fm |
Fn |
Fo |
Fr |
Ft |
Fu |
Fy
 
Fia |
Fib |
Fic |
Fid |
Fie |
Fif |
Fig |
Fih |
Fii |
Fij |
Fik |
Fil |
Fim |
Fin |
Fio |
Fip |
Fiq |
Fir |
Fis |
Fit |
Fiu |
Fiv |
Fix |
Fiz
Die Liste der Biografien führt alle Personen auf, die in der deutschsprachigen Wikipedia einen Artikel haben. Dieses ist eine Teilliste mit 77 Einträgen von Personen, deren Namen mit den Buchstaben „Fia“ beginnt.

## Fia

### Fiac
- Fiacconi, Franca (* 1965), italienische Marathonläuferin
- Fiack, Marion (* 1992), französische Stabhochspringerin
- Fiacrius, irischer Einsiedler

### Fiad
- Fiadanantsoa, Sidonie (* 1999), madagassische Hürdenläuferin
- Fiadeiro, João (* 1965), portugiesischer Ballett-Tänzer, Choreograph und Tanz-Theoretiker
- Fiadeiro, Joaquim (1901–1990), portugiesischer Veterinärmediziner

### Fial
- Fiala von Fernbrugg, Benno (1890–1964), österreichischer Militär, Jagdflieger der k.u.k. Luftfahrtruppen im Ersten Weltkrieg
- Fiala, Anthony (1869–1950), US-amerikanischer Fotograf, Forschungsreisender und Unternehmer
- Fiala, Anton (1792–1857), österreichischer Kaufmann und Politiker, Landtagsabgeordneter
- Fiala, Birger († 2006), dänischer Basketballspieler und -trainer
- Fiala, Christian (* 1959), österreichischer Gynäkologe und Bestreiter virologischer Erkenntnisse
- Fiala, Dirk (* 1949), deutscher Fußballspieler
- Fiala, Doris (* 1957), Schweizer Unternehmerin und PolitikerinDoris Fiala (* 1957)

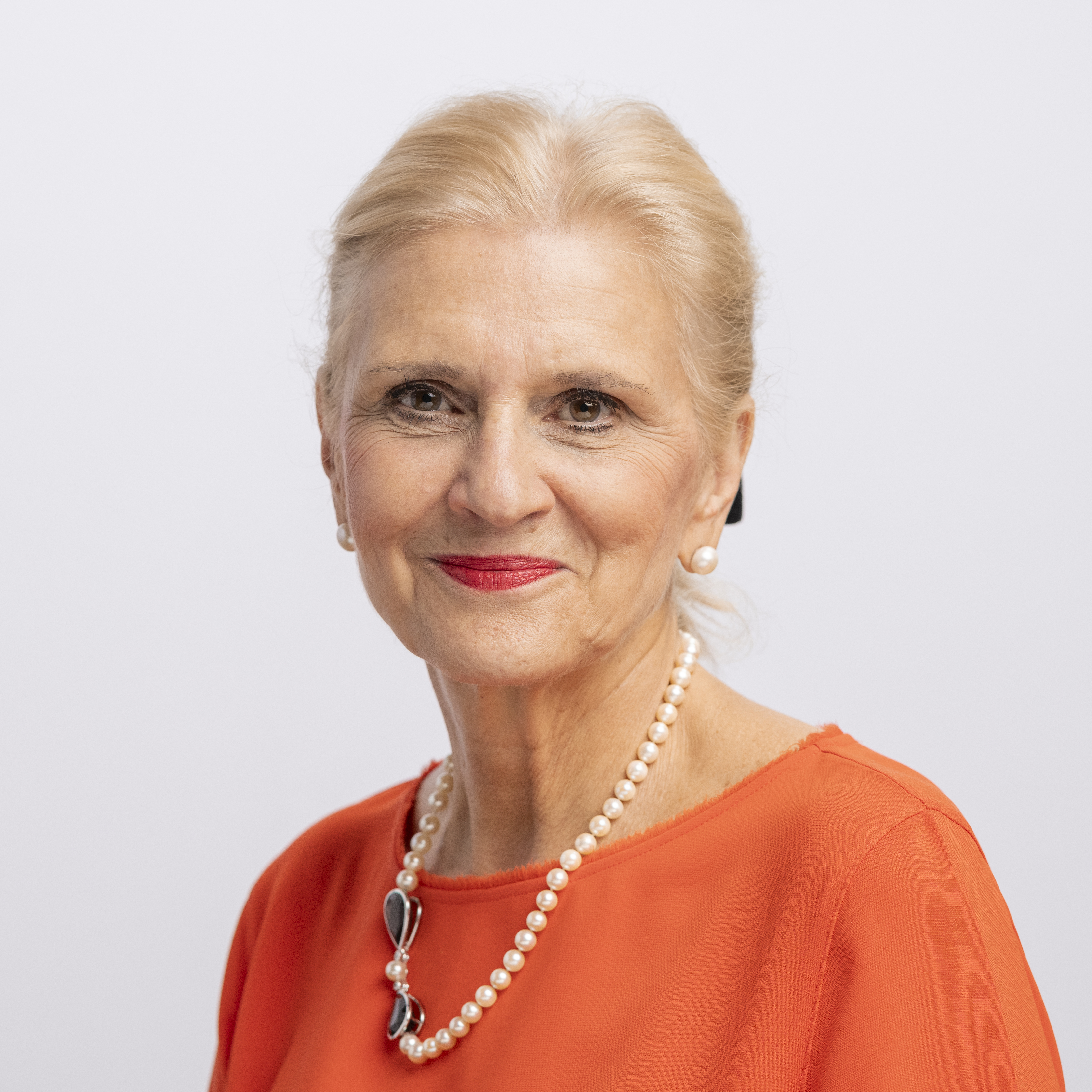
Doris Fiala (* 1957)

- Fiala, Eduard (1855–1924), böhmischer und tschechoslowakischer Bauingenieur, Geschäftsmann, Landschaftsarchitekt, Numismatiker, Münzsammler und Kurator am Nationalmuseum in Prag
- Fiala, Ernst (* 1928), österreichischer Automobilkonstrukteur
- Fiala, Ernst (1940–2006), österreichischer Fußballspieler
- Fiala, Franz (1861–1898), österreichischer Chemiker, Prähistoriker und Botaniker
- Fiala, Friedrich (1817–1888), katholischer Bischof von Basel
- Fiala, George (1922–2017), kanadischer Komponist, Pianist und Organist
- Fiala, Gottlieb (1891–1970), österreichischer Gewerkschafter und Politiker (KPÖ), Mitglied des Bundesrates
- Fiala, Günther (* 1982), österreichischer Komponist
- Fiala, Hans (1883–1945), österreichischer Schauspieler, Opernsänger (Bariton) und Regisseur
- Fiala, Hermine (1930–1979), österreichische Abgeordnete, Landtagsabgeordnete
- Fiala, Jan (* 1956), tschechoslowakischer Fußballspieler
- Fiala, Joseph (1748–1816), böhmischer Oboist, Cellist und Komponist
- Fiala, Kevin (* 1996), schweizerisch-tschechischer EishockeyspielerKevin Fiala (* 1996)

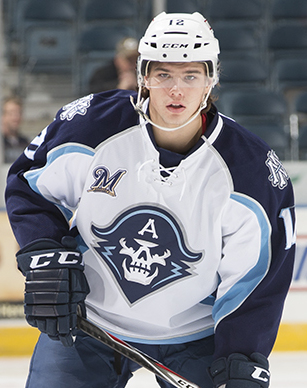
Kevin Fiala (* 1996)

- Fiala, Kurt (1929–1969), österreichischer Künstler und Maler
- Fiala, Martin (* 1964), österreichischer Komponist
- Fiala, Martin (* 1968), deutscher Skirennläufer, deutscher Skicrosser
- Fiala, Ondřej (* 1987), tschechischer Eishockeyspieler
- Fiala, Otakar (* 1962), tschechoslowakischer Radrennfahrer
- Fiala, Pavel (1937–2016), tschechischer Bühnenautor, Dramaturg und Regisseur sowie Gründer des Theaters Kladivadlo
- Fiala, Peter (* 1939), österreichischer Offizier und Historiker
- Fiala, Petr (* 1964), tschechischer Politiker und PolitikwissenschaftlerPetr Fiala (* 1964)

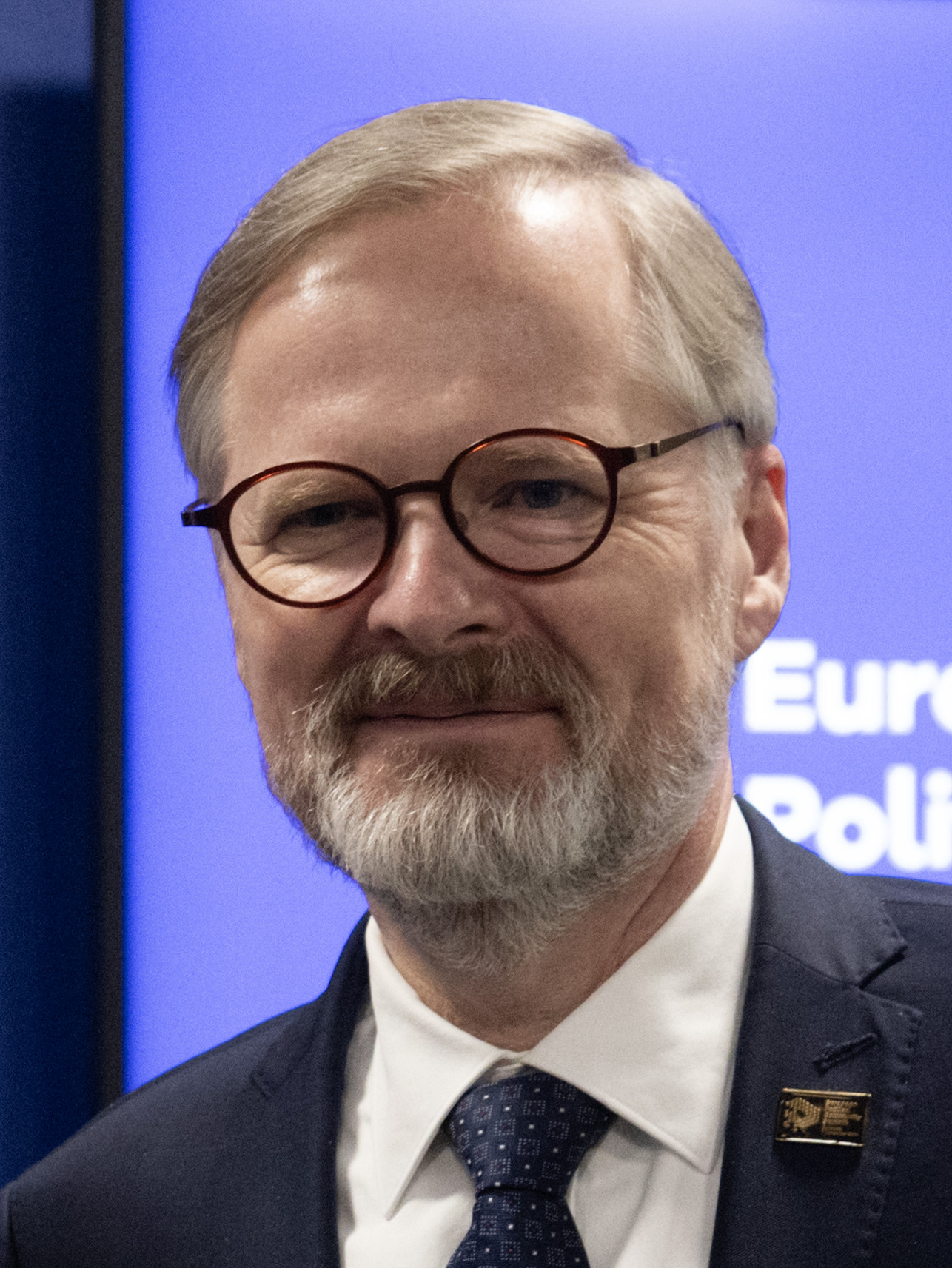
Petr Fiala (* 1964)

- Fiala, Severin (* 1985), österreichischer Filmregisseur und Drehbuchautor
- Fiala, Viktor (1855–1921), österreichischer Architekt und Stadtbaumeister
- Fialho, Barbara (* 1987), brasilianisches Model
- Fialik, Maria (* 1948), österreichische Theaterwissenschaftlerin
- Fialka, Karel, britischer Sänger und Songschreiber
- Fialka, Ladislav (1931–1991), tschechischer Schauspieler, Pantomime und Regisseur
- Fialka, Moric (1809–1869), tschechisch-österreichischer Soldat, Autor und Übersetzer
- Fialka, Olga (1848–1930), österreich-ungarische Malerin
- Fialková, Ivona (* 1994), slowakische Biathletin
- Fialková, Kateřina (1967–2022), tschechische Diplomatin und Botschafterin
- Fialková, Markéta (1956–2011), tschechische Diplomatin
- Fialkowska, Janina (* 1951), kanadische Pianistin
- Fiałkowski, Konrad (1939–2020), polnischer Informatiker und Schriftsteller
- Fiallo, Fabio (1866–1942), dominikanischer Schriftsteller, Journalist, Diplomat und Politiker
- Fialon, Estelle (* 1969), Produzentin von Dokumentarfilmen
- Fialová, Květa (1929–2017), tschechische Schauspielerin
- Fialová, Lucie (* 1988), tschechische Squashspielerin
- Fialová, Zuzana (* 1974), slowakische Moderatorin und Schauspielerin
- Fialová-Fürstová, Ingeborg (* 1961), tschechische Germanistin

### Fiam
- Fiamengo, Janice (* 1964), kanadische Literaturwissenschaftlerin
- Fiamingo, Rossella (* 1991), italienische Degenfechterin
- Fiammingo, Paolo († 1596), flämischer Maler

### Fian
- Fian, Antonio (* 1956), österreichischer Schriftsteller, Essayist und DramatikerAntonio Fian (* 1956)

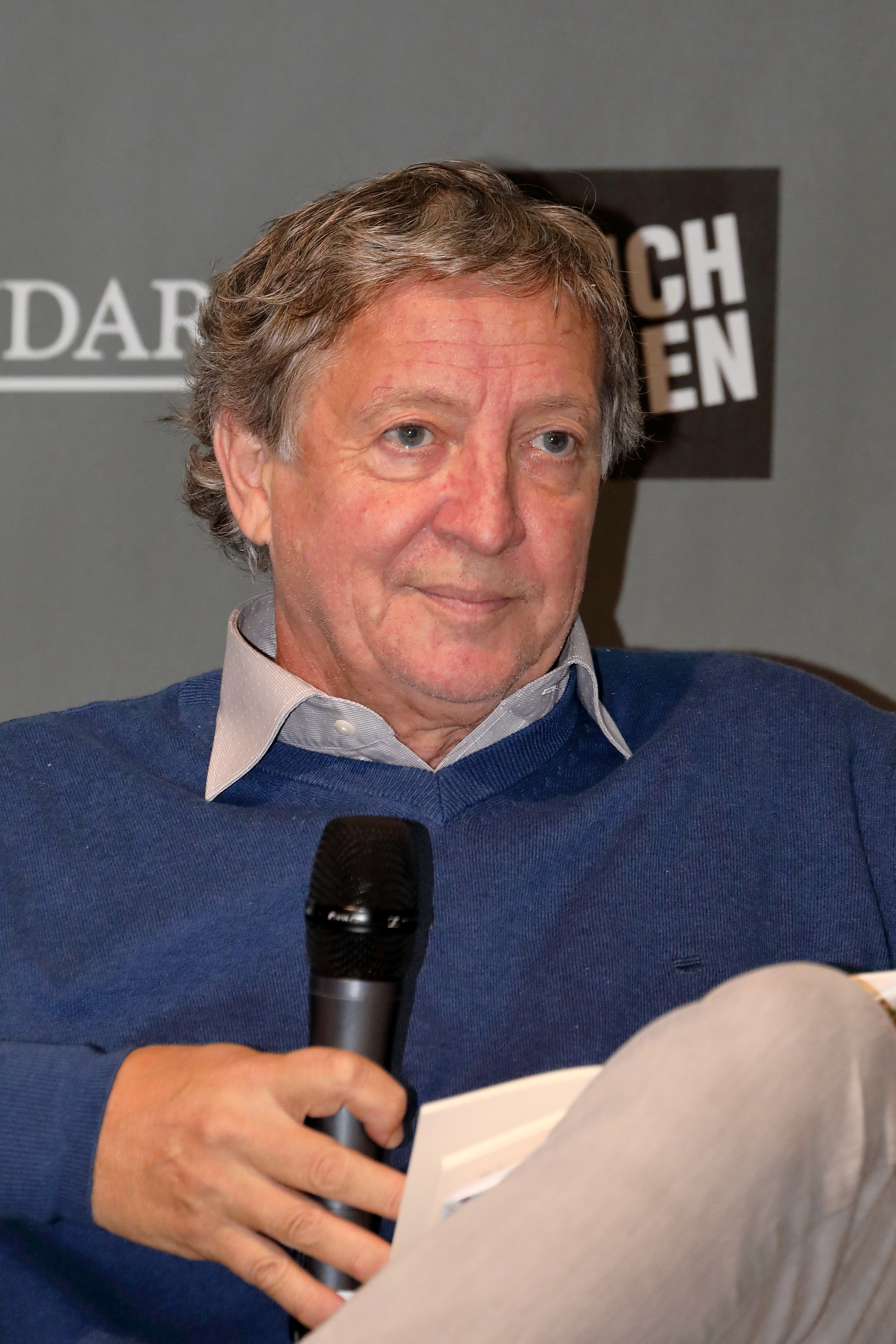
Antonio Fian (* 1956)

- Fian, Karl (1960–2006), österreichischer Jazz- und Rocktrompeter
- Fiandaca, Ferdinando (1857–1941), italienischer Geistlicher
- Fiander, Lewis (1938–2016), australischer Schauspieler
- Fiandino, Guido (* 1941), italienischer römisch-katholischer Geistlicher, Weihbischof in Turin
- Fiandino, Roberta (* 1985), italienische Biathletin
- Fiandri, Mario (* 1947), italienischer römisch-katholischer Ordensgeistlicher und Bischof
- Fiannamail († 700), König von Dalriada
- Fiano, Nedo (1925–2020), italienischer Überlebender des Konzentrationslagers Auschwitz
- Fianu, Emmanuel (* 1957), ghanaischer Ordensgeistlicher, römisch-katholischer Bischof von Ho

### Fiar
- Fiard, Alain (* 1958), französischer Fußballspieler

### Fias
- Fiaschi, Cesare (* 1523), italienischer Reitmeister, Mitbegründer der akademischen Reitkunst
- Fiasco, Lupe (* 1982), US-amerikanischer Rapper afrikanischer HerkunftLupe Fiasco (* 1982)

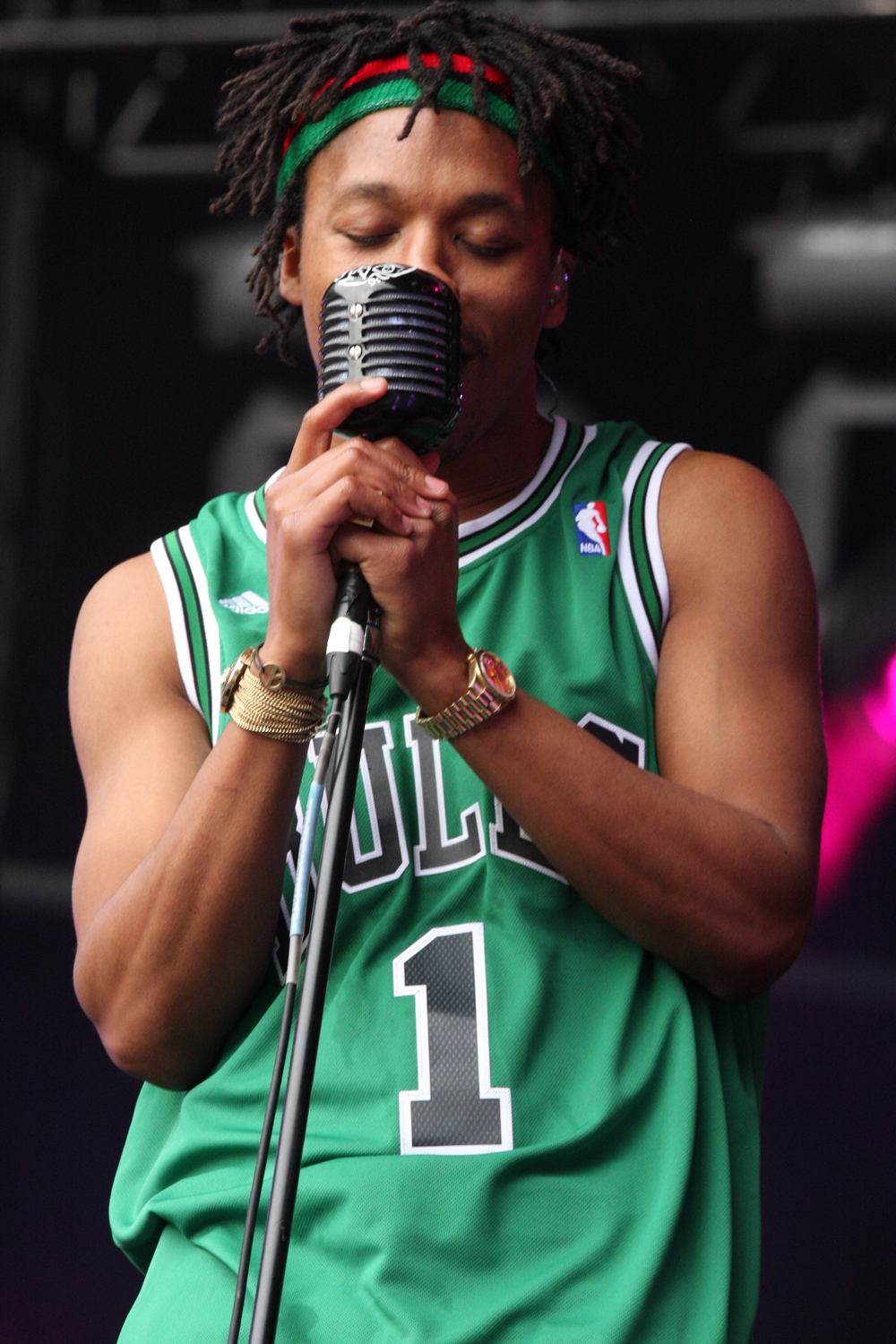
Lupe Fiasco (* 1982)

- Fiasconaro, Marcello (* 1949), italienischer Sprinter und Mittelstreckenläufer
- Fiasella, Domenico (1589–1669), italienischer Maler

### Fiat
- Fiat, Amos (* 1956), israelischer Informatiker
- Fiat, Caroline (* 1977), französische Politikerin
- Fiatsi, Va-Bene Elikem, ghanaische Künstlerin und Bürgerrechtlerin
- Fiatte, Christophe (1967–2015), französischer Fußballspieler

### Fiau
- Fiaux, Lélo (1909–1964), schweizerische Malerin und Aquarellistin

### Fiaw
- Fiawoo, Franck (1942–2008), togoischer Fußballspieler